# این کریسمس (ترانه دانی هاتاوی)
«این کریسمس» (به انگلیسی: This Christmas) تک‌آهنگی از هنرمند اهل ایالات متحده آمریکا دانی هاتاوی است که در سال ۱۹۷۰ میلادی منتشر شد.